# Distretto di Pohrebyšče
Il distretto di Pohrebyšče (in ucraino Погребищенський район?) era un distretto dell'Ucraina, situato nell'oblast' di Vinnycja. Il suo capoluogo era Pohrebyšče. È stato soppresso con la riforma amministrativa del 2020.